# Egérmese 4. – Az éjjeli lény rejtélye
Az Egérmese 4. – Az éjjeli lény rejtélye (eredeti cím: An American Tail: The Mystery of the Night Monster) 1999-ben megjelent amerikai 2D-s számítógépes animációs film, amely az Egérmese című filmsorozat negyedik és egyben utolsó része. Az animációs játékfilm rendezője és producere Larry Latham. A forgatókönyvet Len Uhley és David Kirschner írta, a zenéjét James Horner archív felvételeinek felhasználásával Michael Tavera szerezte. A videófilm a Universal Animation Studios gyártásában készült, és ugyancsak a Universal Studios Home Video forgalmazásában jelent meg. Műfaja kalandfilm.
Németországban 1999. december 9-én, Amerikában 2000. július 25-én, Magyarországon 2000-ben adták ki VHS-en, új magyar szinkronnal 2004. november 1-jén a TV2-n vetítették le a televízióban.

## Szereplők
| Szereplő           | Eredeti hang     | Magyar hang                             | Magyar hang                    |
| Szereplő           | Eredeti hang     | 1. magyar szinkron (UIP-Dunafilm, 2000) | 2. magyar szinkron (TV2, 2004) |
| ------------------ | ---------------- | --------------------------------------- | ------------------------------ |
| Fievel Mousekewitz | Thomas Dekker    | Szalay Csongor                          | Csere Ágnes                    |
| Tanya Mousekewitz  | Lacey Chabert    | Szénási Kata                            | Murányi Tünde                  |
| Mouskewitz papa    | Nehemiah Persoff | Hankó Attila                            | Bácskai János                  |
| Mouskewitz mama    | Jane Singer      | Kocsis Mariann                          | Bókai Mária                    |
| Tigris             | Dom DeLuise      | Uri István                              | Faragó András                  |
| Tony Toponi        | Pat Musick       | Hamvas Dániel                           | Stukovszky Tamás               |
| Mrs. Abernathy     | Pat Musick       | Simon Eszter                            | Oláh Orsolya                   |
| Nellie Brie        | Susan Boyd       | Náray Erika                             | Andresz Kati Sági Tímea (ének) |
| Reed Daley         | Robert Hays      | Kapácsy Miklós                          | Crespo Rodrigo                 |
| Madame Mousey      | Candi Milo       | Détár Enikő                             | Náray Erika                    |
| Twitch             | John Mariano     | Holl Nándor                             | Bolba Tamás                    |
| Lone Woof          | John Garry       | Bácskai János                           | Bolla Róbert                   |
| Haggis             | Sherman Howard   | ifj Jászai László                       | Pipó László                    |
| Boxer              | Jeff Bennet      | ifj Jászai László                       | Uri István                     |
| Slug               | Jeff Bennet      | F. Nagy Zoltán                          | Sótonyi Gábor                  |
| Bootlick           | Joe Lala         | Szokol Péter                            | Szokol Péter                   |
| Kínai egér anyuka  | N/A              | Oláh Orsolya                            | Oláh Orsolya                   |
| Becsületes János   | N/A              | Verebély Iván                           | Kapácsy Miklós                 |
| Macskák            | N/A              | Kárpáti Levente Szerémi Zoltán          | Katona Zoltán Lázár Sándor     |

## Betétdalok
| Magyar                 | Magyar                                              | Magyar                                                | Angol               | Angol                                           |
| Dal                    | Előadó                                              | Előadó                                                | Dal                 | Előadó                                          |
| Dal                    | 2000                                                | 2004                                                  | Dal                 | Előadó                                          |
| ---------------------- | --------------------------------------------------- | ----------------------------------------------------- | ------------------- | ----------------------------------------------- |
| Kell a tény            | Náray Erika Szalay Csongor                          | Sági Tímea Csere Ágnes                                | Get the Facts       | Susan Boyd Thomas Dekker                        |
| Féld az éjjel gyerekét | Détár Enikő                                         | Náray Erika                                           | Creature de la Nuit | Candi Milo                                      |
| Nincs más              | Náray Erika Szalay Csongor Hamvas Dániel Uri István | Sági Tímea Csere Ágnes Stukovszky Tamás Faragó András | Who Will            | Susan Boyd Thomas Dekker Pat Musick Dom DeLuise |

## Televíziós megjelenések
- 2. magyar szinkron: TV2, FEM3, Kiwi TV, Mozi+
- 1. magyar szinkron: Minimax, Digi Film